# Amir Wilson
Amir Ahmad Wilson (Shrewsbury, Shropshire grófság, 2004. február 6. –) angol színész.

## Élete és pályafutása
2004-ben született az angliai Shrewsbury városkában, édesanya szudáni, édesapja pedig angol. A Shropshire grófságban nőt fel, majd 10 éves korában Londonba költözött nővéréhez, Imanhoz. Játszott az Óz, a nagy varázslóban (2012), a Szépség és a szörnyetegben és A 13 és ¾ éves Adrian Mole titkos naplója című darabban. A londoni Lyceum színház Az Oroszlánkirály című színdarabjában ő alakította a fiatal Simbát. Utóbbi volt az első igazi munkája, amit 11 évesen kapott meg.
Számára az igazi sikert 2020-ban, egy 1962-es holland regény ihlette Netflixes családi fantasy sorozata, a Levél a királynak hozta el, amelyben egy Tiuri nevű, feltörekvő lovagjelölt szerepét öltötte magára. A titkos kert volt élete első filmes szerepe (2020), később pedig megkapta a Philip Pullman azonos című regénytrilógiája alapján – a BBC és az HBO együttműködésében – készült Az Úr sötét anyagai fantasy sorozat egyik főszerepét, amelyben Will Parryt alakította, egy zavart fiatalembert, aki egy párhuzamos világba kerül, és belekeveredik egy ősi konfliktusba, amely ellentétes ideológiák között zajlik.

## Filmográfia

### Sorozatok
| Év         | Magyar cím : Alcím Eredeti cím : Alcím    | Műfaj           | Karakter   | Magyar hang     | Megjegyzés |
| ---------- | ----------------------------------------- | --------------- | ---------- | --------------- | ---------- |
| 2019- 2022 | Az Úr sötét anyagai His Dark Materials    | fantasy sorozat | Will Parry | Ács Balázs      |            |
| 2020       | Levél a királynak The Letter for the King | fantasy sorozat | Tiuri      | Kálmán Barnabás |            |

### Filmek
| Év   | Magyar cím (Eredeti cím)                      | Műfaj             | Karakter       | Magyar hang |
| ---- | --------------------------------------------- | ----------------- | -------------- | ----------- |
| 2018 | (Special Delivery)                            | rövidfilm         | Josh           |             |
| 2019 | Király ez a srác! (The Kid Who Would Be King) | kalandfilm        | egy fiú        |             |
| 2020 | A titkos kert (The Secret Garden)             | dráma             | Dickon         |             |
| 2022 | A varázsfuvola (The Magic Flute)              | zenés fantasyfilm | Anton Milanesi |             |
| 2023 | (Path to Ecstasy)                             | rövidfilm         | David          |             |
| 2023 | (Jordan)                                      | rövidfilm         | Jordan         |             |
| 2024 | The Return (The Return)                       | dráma             | Philetius      |             |